# 불문율
《불문율》은 현강석이 시나리오를 쓰고 김정수가 작화를 맡은 한국만화이다. 1994년 대원씨아이 청소년 만화잡지 영챔프 창간과 함께 연재되었으며 이 당시 함께 연재하였던 열혈강호와 함께 영챔프 2대 장수작품으로 손꼽혔다. 
청산리 전투의 영웅인 김좌진의 아들 김두한의 일대기를 그린 만화로 일제강점기를 배경으로 김두한과 그를 따르는 조직의 활약상을 그리고 있다. 
내용상 수위가 높아지면서 청소년 독자가 많은 영챔프에서는 더 이상 연재가 어려워진 것을 계기로 1998년부터 영챔프에서 대원씨아이 성인 만화잡지인 투엔티세븐으로 이동연재하였으나 잡지가 폐간되면서 이후부터는 대원코믹스 레이블 명의로 단행본으로 발행되었다. 
대신 그 자리에는 투엔티세븐에서 연재되었던 마스터 키튼이 맞교환으로 연재되었다.

## 줄거리
김좌진 장군의 아들이자 종로통을 활보하며 일본인들과 맞서 싸우는 김두한의 일대기를 그린 만화. 

## 만화정보
- 글 : 현강석
- 그림 : 김정수
- 출판사 : 대원씨아이
- 연재시기 : 1994년 ~
- 완결여부 : 미완결
- 구독등급 : 19세 이상